# Geld.Macht.Liebe
Geld.Macht.Liebe (Eigenschreibung GELD.MACHT.LIEBE) ist eine deutsche Fernsehserie, die 2008/2009 von Tivoli Film/Lisa Film für die ARD und den ORF produziert wurde. Die Serie wurde wegen zu schlechter Quoten nach der ersten Staffel eingestellt. Eine Neuauflage oder Fortsetzung ist nicht geplant.

## Handlung
Die Serie handelt von der Familie von Rheinberg, Inhaber des privaten Bankhauses von Rheinberg und gesellschaftlicher Mittelpunkt von Frankfurt (Main). 
Das Unternehmen wird von Markus von Rheinberg seit dem Tod seines Vaters geleitet. Der aufgrund seiner Umgangsformen nach außen tadellos wirkende Geschäftsmann geht dabei hinter den Kulissen oft wenig zimperlich vor und bedient sich auch dubioser Geschäftsmethoden, um die Bank und seine Familie zu schützen. 
Mit seiner Frau Sophia hat er drei Kinder: Elena, die das familieneigene Gestüt leitet und selbst zwei Kinder mit dem Argentinier Martine La Rocca hat, Frank, der sensible Sohn, der als Nachfolger der Rheinberg-Dynastie gehandelt wird, und Marietta, das verwöhnte Nesthäkchen, das seine Zeit überwiegend mit Partys und anderen Vergnügungen verbringt. Als Matriarchin steht den von Rheinbergs Markus’ Mutter Lilo vor, die stets bemüht ist, das Ansehen der Familie mit einem strengen Wertekodex zu wahren. 
Unruhe kehrt in die Familie ein, als Mona Sailer, die Schwester von Markus, nach 30 Jahren, die sie der Familie den Rücken gekehrt hatte, wieder mit ihrer Tochter Ariane auftaucht und Anspruch auf ihren Anteil an der Bank erhebt. 
Zudem hat der Wirtschaftsdezernent Frankfurts, Alexander Blessmann, den Rheinbergs Rache geschworen, weil er ihnen die Schuld am Tod seines Vaters gibt. Diese Störfaktoren führen dazu, dass die sorgsam aufgebaute Familienfassade zu bröckeln beginnt und die Machenschaften von Markus von Rheinberg zu Tage treten.

## Darsteller

### Hauptdarsteller
| Schauspieler         | Rollenname                                       | Folgen |
| -------------------- | ------------------------------------------------ | ------ |
| Gerlinde Locker      | Liselotte „Lilo“ von Rheinberg                   | 1–20   |
| Angela Roy           | Mona Sailer, geb. von Rheinberg                  | 1–20   |
| Anna Bertheau        | Ariane Sailer                                    | 1–20   |
| Roland Koch          | Markus von Rheinberg                             | 1–20   |
| Susanne Schäfer      | Sophia von Rheinberg, geb. Stern                 | 1–20   |
| Michael Brandner     | Will Stern                                       | 1–20   |
| Johannes Zirner      | Frank von Rheinberg                              | 1–20   |
| Jana Klinge          | Elena von Rheinberg La Rocca, geb. von Rheinberg | 1–20   |
| Elena von Eysmondt   | Cinzia La Rocca                                  | 1–20   |
| Luca Jochen          | Carlos La Rocca                                  | 1–20   |
| Jytte-Merle Böhrnsen | Marietta von Rheinberg                           | 1–20   |
| Kai Lentrodt         | Philipp Markland                                 | 1–20   |

### Weitere Darsteller
| Schauspieler      | Rollenname                          | Folge(n) |
| ----------------- | ----------------------------------- | -------- |
| Ernst Jacobi      | Friedrich Blessmann †               | 1        |
| Stefan Gebelhoff  | Thomas Drescher, alias Dr. Strossek | 1–9      |
| Peter Kremer      | Alexander Blessmann †               | 1–11     |
| Anke Sevenich     | Susanne Chang                       | 5–12     |
| Andrea L’Arronge  | Ruth Markland                       | 5–15     |
| Gunther Gillian   | Martín La Rocca †                   | 1–17     |
| Milena Karas      | Grace Chang                         | 1–19     |
| Nana Krüger       | Isabel von Norden                   | 1–19     |
| Mathis Künzler    | Jonas Benz                          | 6–20     |
| Murali Perumal    | Bobby Kapoor                        | 4        |
| Patricia Aulitzky | Silke Hasselberg                    | 6–11     |

## Dreharbeiten

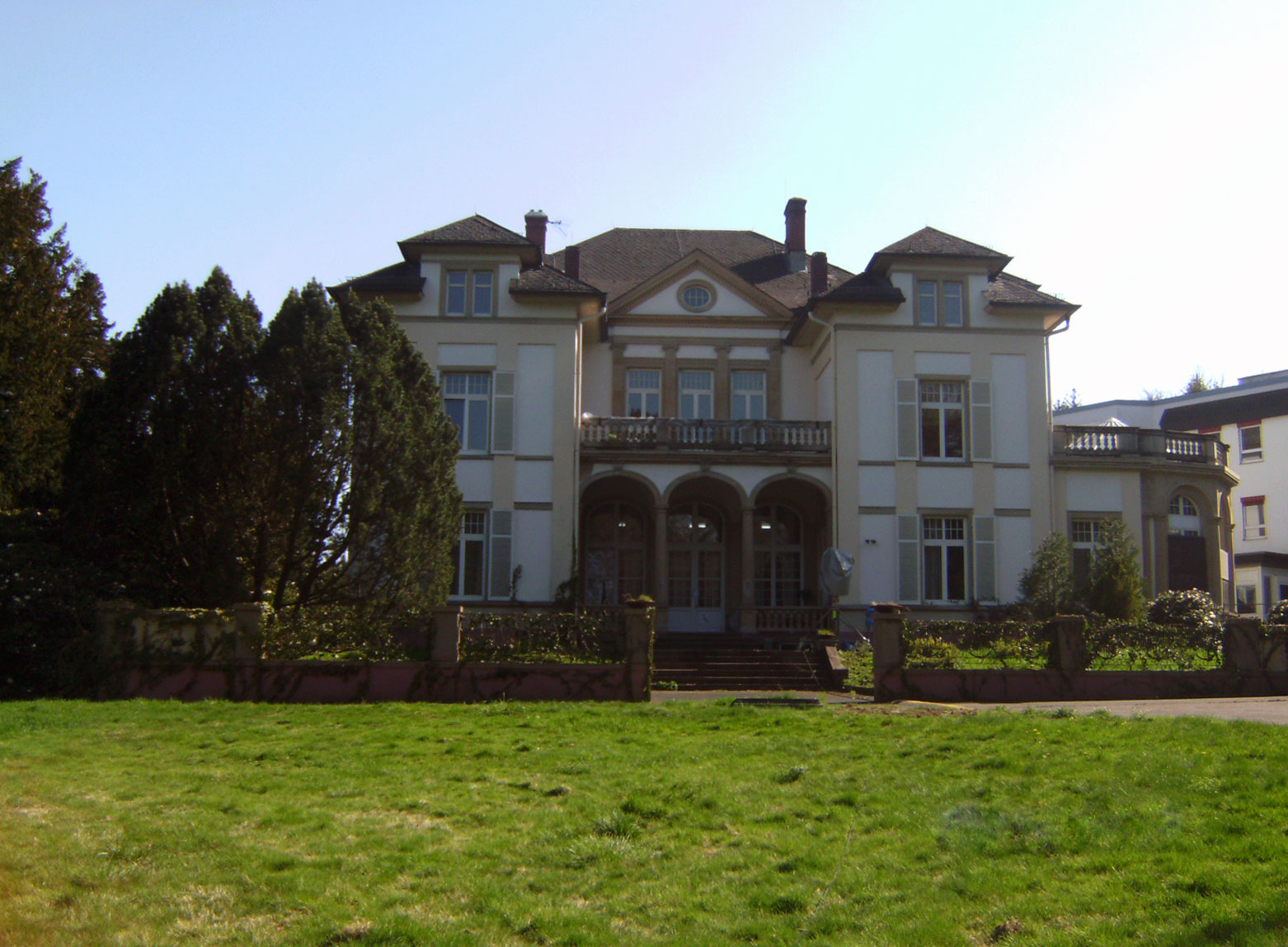
Villa Wertheimber in Bad Homburg

Die Dreharbeiten dauerten vom 22. April 2008 bis zum 26. Juni 2009. Drehorte waren Bad Homburg und Frankfurt am Main. In Bad Homburg wurde eine eigens für diese Fernsehserie umgebaute Villa, die den Familienstammsitz der Familie von Rheinberg repräsentiert, zum zentralen Drehort. Christine Kabisch führte Regie in den Folgen 1 bis 13, Helmut Metzger in den Folgen 14 bis 20.

## Sonstiges
- Die Serie wurde um die Rolle des Markus von Rheinberg, dargestellt von Burgschauspieler Roland Koch, konzipiert, da dieser von Anfang an als Darsteller feststand.

- Zunächst waren 13 Folgen für die erste Staffel geplant. Während der noch laufenden Dreharbeiten wurden weitere Folgen geordert, so dass die erste Staffel nunmehr den Pilotfilm und 19 Folgen umfasst.

- Von Beginn der Dreharbeiten an bestand eine Internetpräsenz für die Serie, auf der Hintergrundinformationen zum Entstehen, Informationen zu den Schauspielern und dem Produktionsteam sowie zum Stand der Dreharbeiten abgerufen werden konnten. Die im Abspann genannte Internetadresse www.geldmachtliebe.de ist allerdings nicht mehr aufrufbar.

- Die Firma Tivoli Film verlegte ihren Firmensitz nach Bad Homburg in die für die Serie umgebaute Villa.

- In der Berichterstattung zur Serie wurden häufig Vergleiche mit den Serien Das Erbe der Guldenburgs und Dallas gezogen, da Geld.Macht.Liebe nach einem vergleichbaren Muster konzipiert ist.